# Wheels & Wings
Wheels & Wings är en årlig sammandragning av veteranfordon och flygplan i Falkenberg, Sverige. Som arrangör av Wheels & Wings står är den ideella föreningen Warbergs Automobile Club "WAC" och tillställningen hålls i Falkenberg sedan 2013. Cruisingen hålls i Falkenbergs centrum, längs strandvägen och mot Skrea Strand. Utställningarna äger rum på Falkenbergs motorbana, några kilometer nordöst om centralorten. 
Tidigare var platsen för arrangemanget Varberg och Getteröns flygfält strax nordväst om Varbergs centralort, och på stadens gator anordnades en 8,6 km lång cruising, med plats för cirka 1 000 veteranbilar. Träffen äger rum i juli varje år och har tusentals besökande. Under 2012 var det 16 000 personer och 4 100 bilar som kom till träffen.
I december 2012 kom det fram uppgifter om att arrangemanget inte kunde genomföras på Getteröns flygplats under 2013 på grund av eftersatt underhåll på platsen och att gräsytorna inte håller.